# Oskar Paulini
Oskar Paulini (Nagydisznód, 1904. június 30. – Nürnberg, 1980. február 17.) erdélyi szász író, leginkább az állattörténeteiről és tájleírásairól ismert.

## Élete
Nagyszebenben érettségizett, majd 1923–1924-ben gyalogsági tiszti iskolába járt Bukarestben. 1924–1927 között Németországban tanult egy, az erdélyi szász mezőgazdasági egyesület által szervezett projekt keretén belül. 1928–1932 között mint erdész és vadász dolgozott a román régensherceg birtokán. 1945-ben a Szovjetunióba deportálták, majd visszatérése után egy állami vállalatnál dolgozott, de betegsége miatt 1961-ben idő előtt nyugdíjba kényszerült. 1978-ban Németországba költözött.

## Művei
- Rumänische Landschaft. Skizzen und Bilder aus den Ostkarpaten, Krafft & Drotleff, Hermannstadt, 1937
- Der Schatz des Königs Dromichet. Roman, Wiener Verl., Wien, 1944
- Das schwarze Gold. Roman, Wiener Verl., Wien, 1944
- Mein Hund Hasso. Erzählungen aus den Ostkarpaten, Ifjúsági Könyvkiadó, Bukarest, 1966
- In den Bergen des Barnar. Ein Roman aus den Ostkarpaten, Ifjúsági Könyvkiadó, Bukarest,  1967
- Lüns der Lahme. Tiergeschichten, Kriterion, Bukarest, 1972
- Fior und Grangur. Ein Tierroman aus den Wäldern der Karpaten, Wort-und-Welt-Verl., Innsbruck, 1981, ISBN 3-85373-056-6